# Prelazak Rajne 406.
Prelazak Rajne 406. (njemački Rheinübergang von 406) je naziv za brojne prelaze rijeke Rajne germanskih skupina naroda Vandala, Alana i Sveva 406. (ili 405.) i početak invazije tadašnje Galije, a koji se tradicionalno uzima kao konačni kolaps dotadašnjeg rimskog limesa, odnosno početak procesa koji će dovesti do pada Zapadnog Rimskog Carstva. 
Rajna, koja je od 1. stoljeća ustanovljena kao granica Rimskog Carstva. Slabljenje Carstva, a zajedno s njime i opadanje morala i borbene sposobnosti rimskih trupa je tjeralo rimske careve da barbarske napade, a što je uključivalo područje Rajne, suzbijaju i potkupljivanjem barbarskih poglavica, odnosno uzimanjem barbara u vojnu službu, pa čak i njihovim naseljavanjem graničnih područja koja su trebali braniti. U 4. stoljeću su na taj način kao foederati kooptirani Franci, koji su se naselili na lijevoj obali Rajne, odnosno na području današnje južne Nizozemske.
Takva politika se, međutim, pokazala neprikladnom za okolnosti koje je u posljednjoj četvrtini 4. stoljeća izazvala invazija Huna u Istočnu Europu, koja je prisilila tamošnje Gote u potragu za utočišćem na zapadu. Tako je započela lančana reakcija poznatu kao Velika seoba naroda. Rimska je granica već kolabirala na Dunavu kada su Vizigoti u bitci kod Hadrijanopola i gotskom ratu izborili pravo da se trajno naseljavaju unutar rimskih granica stvorivši svojevrsnu "državu u državi" i davši tako primjer svojim barbarskim susjedima I sunarodnjacima. Vizigoti su 395. digli ustanak protiv rimske vlasti i pokrenuli veliku migraciju na zapad koja je koincidirala s podjelom Carstva na Zapadno i Istočno, pri čemu je zapadna polovica bila siromašnija i kao takva manje sposobna oduprijeti se sve brojnijim i odlučnijim napadačima. Vizigoti su tako osvojili najveći dio zapadnorimskih područja u Iliriku, dok su sjeverno od njih na zapadnorimske granice napadali Vandali. Iako je zapadnorimska vojska pod Stilihonom 402. i 403. uspjeli zaustaviti vizigotski proboj na zapad u Italiju, bila je previše iscrpljena da bi mogla zaustaviti slične napade na sjevernim granicama.
Prema navodima povjesničara Prospera Akvitanskog, prelazak Rajne se dogodio na posljednji dan, odnosno 31. prosinca godine 406. Suvremeni povjesničari pretpostavljaju da se za prelazak rabio jedan od tada postojećih rimskih mostova, ili da je površina rijeke bila zamrznuta. Nekoliko mjeseci ranije, u kolovozu 406. je došlo do velike provale germanskih plemena, najvjerojatnije Vandala pod Radagaisom u Italiju, a koje je zapadnorimski vojskovođa Stilihon razbio uz pomoć Huna. Kada su se pak Vandali i njihovi saveznici, koje je vodio kralj Godgisel, pojavili na rimskoj granici, tamošnje rimske vojne jedinice, čije je ljudstvo bilo na jugu pod Stilihonom, nije im se moglo suprotstaviti. Jedini otpor su, prema navodima tadašnjih povjesničara, pružile lokalne franačke skupine koje su uspjele ubiti Godgisela, ali ne i zaustaviti napadače. Nakon toga više ništa nije stajalo na putu velikoj germanskoj hordi koja je mogla slobodno pljačkati i pustošiti područja Galije.
Ranije kada bi se dogodio takav proboj rimskih granica, kriza je bila privremenog karaktera te bi se otklonila uspješnom rimskom protuofenzivom, potkupljivanjem napadača ili jednostavno tako što bi se napadači zadovoljili pljačkom i vratili na drugu stranu granice. Ovaj put, međutim, Germani su bili motivirani pritiskom od strane Huna te su namjeravali trajno ostati u novoosvojenim područjima, odnosno nastavili su se kretati na zapad i jug. Zapadnorimska vlast, pak, više nije bila u stanju reagirati; godine 408. je ubijen Stilihon, jedini vojskovođa s dovoljno autoriteta i talenta da ih vojno suzbije, a godine 410. su Vizigoti zauzeli i opustošili Rim, uzrokovavši potpuni financijski i politički kolaps carskih institucija. Germanska plemena u Galiji su tako de facto osvojila Galiju, i jedino ih je nedostatak interesa da nametnu svoje političke institucije spriječio da tada u potpunosti unište Zapadno Carstvo.
Migracija se nastavila i do 409. su Vandali, Alani i Svevi došli do Hispanije, gdje će im se kasnije pridružiti i Vizigoti nakon pljačkanja Italije. Na područjima kroz koja su prolazili su lokalni rimski funkcionari pokušavali pronaći modus vivendi s osvajačima ili, ostavljeni sami sebi, stvoriti vlastite mini-države u nedostatku učinkovite središnje vlasti. Kolaps na Kontinentu izazvan germanskom invazijom je, pak, učinio rimsku vlast nad Britanijom neizdržljivom, te su se oko 410. odatle povukle posljednje rimske jedinice. Vandali koji su prešli Rajnu su, pak, iz Hispanije nastavili migraciju te prešli u Sjevernu Afriku 429. gdje će stvoriti novu državu i tako dodatno ubrzati konačni slom Zapadnog Rimskog Carstva.